# Нашивка за проходження курсу рекрутів (США)

Відзнака за проходження курсу рекрутів Берегової охорони

Нашивка за проходження курсу рекрутів (США) (англ. Recruiting Service Ribbon) — військова відзнака (нашивка) Військово-морських сил, Корпусу морської піхоти, Повітряних сил та Берегової охорони США на знак визнання заслуг військовослужбовців, які успішно пройшли курс підготовки рекрутів в одному з видів збройних сил США (за винятком армії).

## Нагороди за видами ЗС

### ВМС
Нашивка за проходження курсу рекрутів у складі Військово-морських сил країни була заснована секретарем ВМС у лютому 1989 року, а перше нагородження сталось 1 червня того ж року з відзначенням нагороджених за 1 липня 1973 року.
За критеріями відзнаки військовослужбовець має успішно закінчити один з курсів підготовки рекрутів флоту та відслужити в лавах ВМС щонайменше 3 роки.

### Корпус морської піхоти
Відзнака за проходження рекрутського курсу у лавах морської піхоти США започаткована секретарем ВМС 7 червня 1995 року з правом нагородження тих, хто пройшов вищезазначені курси, починаючи з 1 січня 1973 року. Нагорода вручається особовому складу офіцерів та сержантів і солдатів, що успішно закінчили повний 36-місячний навчальний курс за програмою підготовки рекрутів для потреб Корпусу морської піхоти.
Усі повторні курси заохочується нагородженням зірками за службу, що кріпляться на нашивку.

### Повітряні сили
Нагорода за проходження курсу рекрутів у Повітряних силах США була заснована наказом секретаря Повітряних сил від 21 червня 2000 року. Персонал, що успішно закінчив Рекрутську школу Повітряних сил, нагороджується цією нашивкою, якщо він служить в одному з Командувань Повітряних сил. Після 6-ти місяців служби ця відзнака присвоюється на постійній основі, за умови відсутності дисциплінарних стягнень.
Усі повторні успішні курси рекрутів заохочується нагородженням дубовим листям, що кріпляться на нашивку. Заохочення цією відзнакою може здійснюватись також тих військовиків Повітряних сил, що завершили курси раніше за дату заснування, проте, перебували на дійсній військовій службі в ПС після червня 2000 року.

### Берегова охорона
2 листопада 1995 року комендантом Берегової охорони США була заснована аналогічна нагорода для відзначення особового складу цього виду Збройних сил і дія нагороди поширювалась на випускників рекрутських випусків від 1 січня 1980 року, що прослужили після цього щонайменше 2 роки в лавах Берегової охорони.